# Coppa Ronchetti 1990-1991
L'edizione 1990-1991 della Coppa europea Liliana Ronchetti è stata la ventesima della seconda competizione europea per club di pallacanestro femminile organizzata dalla FIBA Europe. Si è svolta dal 26 settembre 1990 al 28 marzo 1991.
Vi hanno partecipato cinquantuno squadre. Il titolo è stato conquistato dal Gemeaz Milano, nella finale disputata su due gare sul Como Jersey.
Le campionesse europee in carica dell'Enichem Priolo si sono fermate ai quarti di finale contro la Godella Valencia.

## Preliminari
| Squadra #1          | Totale  | Squadra #2           | Andata | Ritorno |
| ------------------- | ------- | -------------------- | ------ | ------- |
| Challes             | 217–85  | Sporting Luxembourg  | 119–47 | 98–38   |
| Madeira             | 99–178  | Aix                  | 54–83  | 45–95   |
| Tortosa             | 178–106 | Porto                | 103–48 | 75–58   |
| Brisaspor           | 144–205 | Metalul Rm. Valcea   | 80–108 | 64–97   |
| Huboldt Universität | 138–165 | Saint Servais        | 69–74  | 69–91   |
| Vointa Brasov       | 166–98  | Bnei Yehuda          | 76–50  | 90–48   |
| Orchies             | 189–175 | Munich               | 85–90  | 104–85  |
| Lech Poznan         | 114–173 | Godella              | 59–83  | 55–90   |
| Istanbul USBK       | 108–176 | Budapesti SE         | 45–95  | 63–81   |
| Lokomotiv Sofia     | 139–136 | Tungsram Budapest    | 66–52  | 73–84   |
| Sheffield Steelers  | 141–160 | Donostia             | 71–80  | 70–80   |
| MENT Thessaloniki   | 152–167 | Levski Sofia         | 83–85  | 69–82   |
| Osiris Denderleeuw  | 106–172 | Wüppertal            | 56–77  | 50–95   |
| Minyor Pernik       | 149–182 | MTK Budapest         | 68–82  | 81–100  |
| Yükselis            | 142–164 | Željezničar Sarajevo | 68–83  | 74–81   |
| Södertälje          | 157–161 | Ruzomberok           | 79–78  | 78–83   |
| Kremikovtsi         | 108–146 | Dynamo Volgograd     | 58–71  | 50–75   |
| Sportul Studentesc  | 138–150 | Spartak Moscow       | 68–75  | 50–75   |
| Vantaa              | 139–153 | Stal Brzeg           | 63–70  | 76–83   |

## Ottavi di finale
| Squadra #1         | Totale  | Squadra #2           | Andata | Ritorno |
| ------------------ | ------- | -------------------- | ------ | ------- |
| Challes            | 133–141 | Libertas Trogylos    | 83–75  | 50–66   |
| Aix                | 177–134 | Juven Saski Baloia   | 96–61  | 81–73   |
| Tortosa            | 142–190 | Pool Comense         | 82–102 | 60–88   |
| Metalul Rm. Valcea | 106–162 | Milano               | 62–74  | 44–88   |
| Saint Servais      | 123–166 | Vicenza              | 70–83  | 53–83   |
| Vointa Brasov      | 128–173 | CSKA Moscow          | 68–83  | 60–90   |
| Orchies            | 178–134 | Slavia Prague        | 82–61  | 68–75   |
| Apollon Kalamarias | 114–223 | Godella              | 67–107 | 47–116  |
| Budapesti SE       | 105–109 | Paris Racing         | 69–50  | 36–59   |
| Lokomotiv Sofia    | 124–121 | Montmontaza Zagreb   | 73–72  | 51–49   |
| Donostia           | 177–171 | Sibenik              | 108–85 | 69–86   |
| Levski Sofia       | 129–140 | Moldova Chisinau     | 71–74  | 58–66   |
| Wüppertal          | 150–171 | Crvena Zvezda        | 77–88  | 73–83   |
| MTK Budapest       | 154–172 | Željezničar Sarajevo | 77–86  | 77–86   |
| Ruzomberok         | 146–160 | Dynamo Volgograd     | 74–69  | 72–91   |
| Spartak Moscow     | 210–170 | Stal Brzeg           | 101–73 | 109–97  |

## Quarti di finale

### Gruppo A
| Pos | Squadra              | G | V | P | PF  | PS  | DP  | Qualificazione              |       | GMI   | ORC   | MCH   | ZSA   |
| --- | -------------------- | - | - | - | --- | --- | --- | --------------------------- | ----- | ----- | ----- | ----- | ----- |
| 1   | Milano               | 6 | 6 | 0 | 450 | 417 | +33 | Qualificata alla semifinale |       | —     | 65–61 | 67–64 | 91–72 |
| 2   | Orchies              | 6 | 3 | 3 | 439 | 401 | +38 |                             |       | 64–67 | —     | 78–73 | 99–67 |
| 3   | Moldova Chisinau     | 6 | 3 | 3 | 433 | 416 | +17 |                             | 60–62 | 63–61 | —     | 99–75 |       |
| 4   | Željezničar Sarajevo | 6 | 0 | 6 | 449 | 537 | −88 |                             | 96–98 | 66–76 | 73–74 | —     |       |

### Gruppo B
| Pos | Squadra          | G | V | P | PF  | PS  | DP   | Qualificazione              |       | GVA   | EPR    | DVO   | LSO   |
| --- | ---------------- | - | - | - | --- | --- | ---- | --------------------------- | ----- | ----- | ------ | ----- | ----- |
| 1   | Godella          | 6 | 6 | 0 | 479 | 379 | +100 | Qualificata alla semifinale |       | —     | 74–68  | 85–52 | 96–51 |
| 2   | Enichem Priolo   | 6 | 3 | 3 | 449 | 418 | +31  |                             |       | 64–65 | —      | 62–72 | 78–60 |
| 3   | Dynamo Volgograd | 6 | 2 | 4 | 452 | 476 | −24  |                             | 71–76 | 77–87 | —      | 92–66 |       |
| 4   | Lokomotiv Sofia  | 6 | 1 | 5 | 420 | 527 | −107 |                             | 73–83 | 70–90 | 100–80 | —     |       |

### Gruppo C
| Pos | Squadra       | G | V | P | PF  | PS  | DP   | Qualificazione              |       | CMO   | AVI   | ZCZ   | RPA   |
| --- | ------------- | - | - | - | --- | --- | ---- | --------------------------- | ----- | ----- | ----- | ----- | ----- |
| 1   | CSKA Mosca    | 6 | 4 | 2 | 475 | 438 | +37  | Qualificata alla semifinale |       | —     | 85–78 | 94–74 | 88–75 |
| 2   | Vicenza       | 6 | 4 | 2 | 468 | 437 | +31  |                             |       | 64–54 | —     | 79–65 | 99–71 |
| 3   | Crvena Zvezda | 6 | 4 | 2 | 447 | 452 | −5   |                             | 85–75 | 76–64 | —     | 63–61 |       |
| 4   | Paris Racing  | 6 | 0 | 6 | 384 | 487 | −103 |                             | 62–79 | 46–74 | 69–84 | —     |       |

### Gruppo D
| Pos | Squadra       | G | V | P | PF  | PS  | DP   | Qualificazione              |       | PCO    | SMO   | AEP    | CBD    |
| --- | ------------- | - | - | - | --- | --- | ---- | --------------------------- | ----- | ------ | ----- | ------ | ------ |
| 1   | Pool Comense  | 6 | 5 | 1 | 520 | 396 | +124 | Qualificata alla semifinale |       | —      | 88–66 | 86–62  | 106–62 |
| 2   | Spartak Mosca | 6 | 5 | 1 | 556 | 475 | +81  |                             |       | 68–64  | —     | 112–87 | 100–59 |
| 3   | Aix           | 6 | 2 | 4 | 483 | 493 | −10  |                             | 65–93 | 90–95  | —     | 94–45  |        |
| 4   | Donostia      | 6 | 0 | 6 | 388 | 583 | −195 |                             | 73–83 | 87–115 | 62–85 | —      |        |

## Semifinali
| Squadra #1  | Totale  | Squadra #2    | Andata | Ritorno |
| ----------- | ------- | ------------- | ------ | ------- |
| CSKA Moscow | 152–158 | Gemeaz Milano | 78–74  | 74–84   |
| Godella     | 126–130 | Pool Comense  | 70–57  | 56–73   |

## Finale
| Squadra #1    | Totale  | Squadra #2   | Andata | Ritorno |
| ------------- | ------- | ------------ | ------ | ------- |
| Gemeaz Milano | 152–145 | Pool Comense | 94–76  | 58–69   |

## Squadra campione
- Squadra campione • B.F. Milano (1º titolo): Chana Perry, Nunzia Serradimigni, Adriana Galimberti, Cinzia Zanotti, Jennifer Gillom, Stefania De Michele, Francesca Rossi, Simona Vietti, Alessandra Salvi, Vanessa Filonzi. Allenatore: Marco Rota[6].